# إكو أتلانتيك
أتلانتيك إكو هي مدينة في منطقة لاغوس بنيجيريا، يجري بناؤها على أراضي مستصلحة من المحيط الأطلسي، المشروع عبارة عن بناء نسخة أفريقية من دبي على جزيرة اصطناعية، وتحويل لاجوس إلى مدينة ضخمة جذابة للسياحة والأعمال.

## وصلات خارجية
- Main موقع المشروع